# Paul Hogan
Paul Hogan (Sydney, 8 ottobre 1939) è un comico, cabarettista, attore, produttore cinematografico e sceneggiatore australiano.
Nel 1987 ha vinto il Golden Globe per il miglior attore in un film commedia o musicale per la sua interpretazione nel film Mr. Crocodile Dundee.

## Biografia
La sua prima importante esperienza come entertainer in televisione si è avuta all'inizio degli anni settanta grazie al fortunato The Paul Hogan Show, trasmesso dalle reti australiane ATN 7 e The Nine Network. Nel 1980 ha avuto una parte nel film Fatty Finn e, successivamente, è entrato nel cast della serie televisiva Anzacs. 

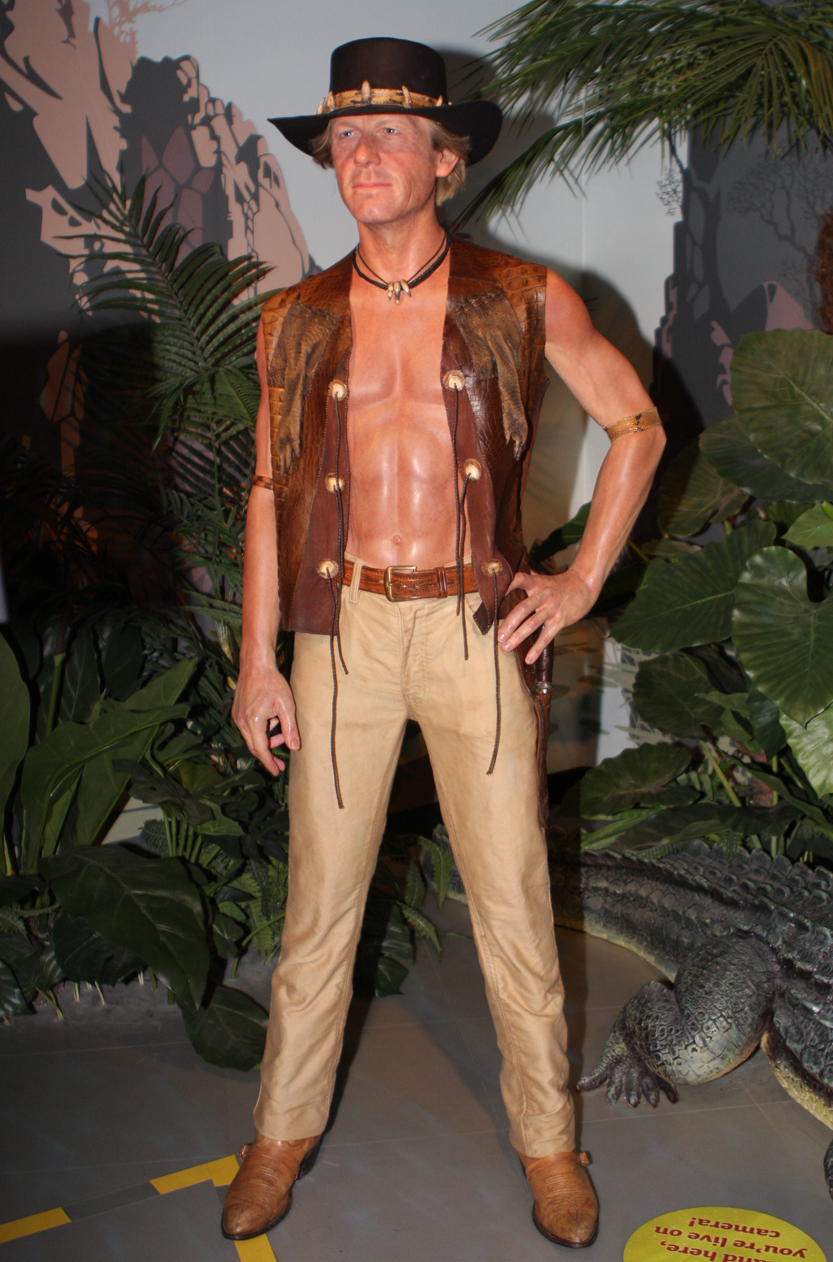
Una statua di cera raffigurante Hogan

Indubbiamente, il film che lo ha reso celebre su scala internazionale è stato però Mr. Crocodile Dundee del 1986. Due anni dopo ha recitato nel sequel Mr. Crocodile Dundee 2 (1988) e nel 2001, a 13 anni di distanza, è stato protagonista di un terzo episodio della trilogia: Crocodile Dundee 3. Con l'attrice Linda Kozlowski, sua moglie per molti anni, ha lavorato in tutti i tre film della serie cinematografica di Mr. Crocodile Dundee, e in Un angelo da quattro soldi, film del 1990.
Nominato "australiano dell'anno" nel 1985, è da segnalare la sua partecipazione anche ai film Jack colpo di fulmine, commedia western ambientata in Australia, e Flipper, pellicola del 1996. Nel 2004, Hogan è stato co-protagonista di Strange Bedfellows.

## Vita privata
Ha cinque figli. Con la prima moglie è stato sposato due volte, e altrettante ha divorziato. Dalle prime nozze sono nati quattro dei suoi cinque figli. In terze nozze ha sposato Linda Kozlowski e con lei ha avuto l'ultimo figlio, prima di divorziare anche da lei.

## Filmografia parziale

### Cinema
- Mr. Crocodile Dundee ('Crocodile' Dundee), regia di Peter Faiman (1986)
- Mr. Crocodile Dundee 2 ('Crocodile' Dundee II), regia di John Cornell (1988)
- Un angelo da quattro soldi (Almost An Angel), regia di John Cornell (1990)
- Jack colpo di fulmine (Lightning Jack), regia di Simon Wincer (1994)
- Flipper, regia di Alan Shapiro (1996)
- Crocodile Dundee 3 (Crocodile Dundee in Los Angeles), regia di Simon Wincer (2001)
- Strange Bedfellows, regia di Dean Murphy (2004)
- In viaggio con Charlie (Charlie & Boots), regia di Dean Murphy (2009)
- That's Not My Dog!, regia di Dean Murphy (2018)
- The very excellent Mr. Dundee, regia di Dean Murphy (2020)

### Televisione
- Anzacs - miniserie TV, 6 episodi (1985)
- Floating Away, regia di John Badham - film TV (1998)
- Open Slather - serie TV, episodio 1x08 (2015)

## Doppiatori italiani
Nelle versioni in italiano dei suoi film, Paul Hogan è stato doppiato da:
- Oreste Rizzini in Mr. Crocodile Dundee, Mr. Crocodile Dundee 2, Un angelo da quattro soldi, Jack colpo di fulmine, Flipper
- Ennio Coltorti in Crocodile Dundee 3